# 槍與面具
《槍與面具》是子安秀明所作的日本輕小說作品，插圖由茨乃繪畫，2014年8月28日宣佈改編為電視動畫。

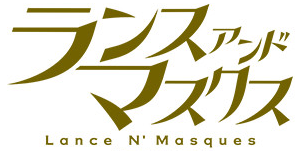
電視動畫：Lance N' Masques 槍與面具

《槍與面具》是波麗佳音於2013年12月開啟的輕小說出版社「ぽにきゃんBOOKS」的出版作品，同時也是該公司首度動畫化的作品。電視動畫由Studio五組負責製作。

## 故事簡介
21世紀唯一殘存的騎士組織「現世騎士團」的花房葉太郎戴著面具隱藏身份、扮作謎之騎士Knight Lancer的戰鬥。

## 登場角色
花房葉太郎（聲：山下大輝）
高中一年級，16歲的少年。本作主人公，現代社會的角落不為人知地存續著的騎士團末裔。是騎士組織「現世騎士團」的騎士——Knight Lancer（長槍騎士），配備的長槍只有伸長的功能。
從小就被灌輸騎士精神而培養長大，會無意識地救助身陷危機女性的「騎士道體質」。但本人一點也不想當騎士也不想讓人知道。為了追求普通生活而逃出來的那一天，與鬼堂院真緒相遇了。
後來以Knight Lancer的身份二度拯救了冴，並與真緒一同收養玉鳳為女兒。
在葉太郎奪還作戰中因少了真緒的希望而敗給多爾貢。
動畫結局打敗了自己的父親，被父親認同已超越他，並且決定留學於國外的騎士學校聖˙杰拉爾學園，為了成為能用盡一生保護真緒的騎士的約定，最後和真緒一起出國去。等級是天使→大天使
先鋒之槍的使用資格者。
鬼堂院真緒（聲：小澤亞李）
6歲，大財團鬼堂院家的女兒。母親已去世。
一個人住在偌大的房子裡，撿了從騎士團溜走的花房葉太郎。
因为被Knight Lancer救過而憧憬著Knight Lancer但卻不知道自己憧憬著的Knight Lancer是葉太郎。
最後從葉太郎的父親手中繼承了先鋒之槍的戒指。
動畫結局已知道Knight Lancer就是葉太郎，最後與葉太郎一同出國去。
朱藤依子（聲：沼倉愛美）
年齡不詳。教育葉太郎的女僕，從他小時候就開始「指導」葉太郎騎士道精神。配備的長槍能夠變形成長鞭。
其身份是被稱為「血之座天使」的騎士。
在葉太郎奪還作戰中以Rose Lancer(玫瑰/薔薇槍騎士)的身分成功擊敗亞洲騎士團館長孫大妃，但自己也身受重傷。
在結局完全不敵葉太郎的父親。
最後認為葉太郎已能獨當一面。
愛麗絲·克利夫蘭（聲：三森鈴子）
中學一年級，13歲，葉太郎的從屬騎士，是個金髮碧眼的美少女。
由於只是從屬騎士，所以並沒有自己的長槍。戰鬥能力只有自己身上那連四神都認同的身體能力與力氣。
在葉太郎奪還作戰中以Sunny Lancer(陽光槍騎士)的身分與羽炎一同擊敗了四神之一的基爾哈。
五十嵐冴（聲：花守由美里）
葉太郎的同學，有著喜歡照顧人的性格。
動畫結局隨著葉太郎要出國留學的消息，也決定出國留學於國外的騎士學校聖˙杰拉爾學園的醫學部，也要追逐自己的夢想而去。
疑似暗戀葉太郎，最後隨著葉太郎和真緒一起出國留學。
劉羽花（聲：M・A・O）
高中二年級，17歲，在鬼堂院家工作的女僕，不擅長和不認識的人說話。
以前是祕密結社「幫」的成員，因此駭客手段極為高超。
何玉鳳（聲：竹達彩奈）
中學一年級，13歲，將Knight Lancer（花房葉太郎）認作父親的女孩，曾是槍騎士秘密結社「幫」成長的最強暗殺者。使用的武器是以前從已故師父手中拿到的忍者刀。
在葉太郎奪還作戰中以Shadow Saber(暗影劍士)的身分成功擊敗了四神之一的花，但自己也身受重傷。
劉羽炎（聲：田中愛美）
11歲，與劉羽花沒有血緣關係的弟弟，曾是秘密結社「幫」的成員，擅使雙槍，極為憧憬當年毀滅「幫」並收養他們為兒女的鎧。
希露比婭·瑪羅（聲：Lynn）
高中二年級，17歲，葉太郎騎士的前輩，現世騎士團的騎士，等級是權天使，配備的長槍是以前鎧所送的，擁有遠距離射擊的功能。
在葉太郎奪還作戰中，以Silver Lancer(聖銀槍騎士)的身分成功擊敗了四神之一的明。
白姬（聲：諏訪彩花）
3歲，葉太郎騎乘的白馬，從小時候就一直受葉太郎照顧。
陽月乃麗（聲：內山夕實）
高中三年級，葉太郎與冴的學姊，在學校裡被稱為大才女，人氣極高，不在學校的期間都是出國去學習騎士精神與英雄風範。
數年前就是乃麗以英雄的話語將真緒從孤獨一個人的寂寥中拯救出來的。

### 現世騎士團
花房森（聲：石田彰）
葉太郎的父親，蹤跡非常神秘，突然的出現又突然的消失，彷彿已經不在世了的感覺，等級是熾天使，騎士頂點四位熾天使之一，唯一能使用最強的先鋒之槍的人。
先鋒之槍有著將與其碰撞的人或長槍的靈魂的本質體現出來的神祕力量，不符合資格的若是不趕緊離開先鋒之槍，就會被消滅掉。
白樁（聲：井上喜久子）
葉太郎父親騎乘的白馬，白姬的母親。
金剛寺鎧（聲：松山鷹志）
擔任鬼堂院財閥的保安人員，等級是座天使。
被手持先鋒之槍的葉太郎擊敗。
孫大妃（聲：小山茉美）
現世騎士團東亞區的館長，等級是智天使，也是給予葉太郎騎士稱號與面具的人。
小籠（聲：新田日和）
孫大妃飼養的穿山甲。
多爾貢（聲：新井良平）
「四神」之一，等級是力天使，配備的長槍能夠變形成巨型弓箭，藉以增加突擊的威力。
基爾哈（聲：保志總一朗）
「四神」之一，等級是力天使，與愛麗絲一戰中從未使用自己的長槍。
花（聲：不明）
「四神」之一，等級是力天使，配備的長槍能夠往兩邊張開刀刃，不僅可以增加攻擊範圍，還可以當作滑翔的功能使用。
明（聲：山口立花子）
「四神」之一，喜歡多爾貢，等級是力天使，配備的長槍能夠將置於槍身上的戰輪當作回力飛鏢射出攻擊敵人。
瓦潔·拉吉亞（聲：大原沙耶香）
現世騎士團非洲區的館長，等級是智天使，配備的長槍上的真理之眼能夠從深層意識催眠敵人。

### 其他
鬼堂院明（聲：野島健兒）
真緒的父親。
鬼堂院結真
原名庚結真，真緒的母親，已去世。

## 出版書籍

### 輕小說
| 集數 | 波麗佳音       | 波麗佳音               |
| 集數 | 發售日期       | ISBN                   |
| ---- | -------------- | ---------------------- |
| 1    | 2013年12月3日  | ISBN 978-4-86529-009-7 |
| 2    | 2014年5月3日   | ISBN 978-4-86529-027-1 |
| 3    | 2014年10月3日  | ISBN 978-4-86529-099-8 |
| 4    | 2015年3月3日   | ISBN 978-4-86529-116-2 |
| 5    | 2015年10月3日  | ISBN 978-4-86529-153-7 |
| 6    | 2015年12月3日  | ISBN 978-4-86529-170-4 |
| 7    | 2016年12月17日 | ISBN 978-4-86529-253-4 |
| 8    | 2018年6月15日  | ISBN 978-4-86529-291-6 |
| 9    | 2018年8月17日  | ISBN 978-4-86529-293-0 |

### 漫畫
槍與面具-inside PLUS-（Lance N' Masques -inside PLUS-）
| 集數 | 波麗佳音      | 波麗佳音               |
| 集數 | 發售日期      | ISBN                   |
| ---- | ------------- | ---------------------- |
| 1    | 2015年10月3日 | ISBN 978-4-86-529169-8 |

## 電視動畫

### 製作人員
- 監督：石黑恭平
- 系列構成、劇本：子安秀明
- 原創插畫：茨乃
- 角色設計、總作畫監督：大田謙治
- 美術監督：伊東廣道
- 美術設定：金平和茂
- 色彩設計：歌川律子
- 攝影監督：關谷能弘（Graphinica）
- 編集：三嶋章紀（Graphinica）
- 音響監督：本山哲
- 音響製作：DAX International
- 音樂：堤博明、木村秀彬
- 音樂製作：波麗佳音
- 動畫製作：Studio五組

### 主題曲
片頭曲「Light for Knight」
作詞：UINA☆BUNNY，作曲、編曲：淺田靖、小高光太郎，主唱：三森鈴子
片尾曲「Little*Lion*Heart」
作詞：hotaru，作曲、編曲：eba，主唱：竹達彩奈

### 各話列表
| 話數 | 日文標題 | 中文標題               | 劇本     | 分鏡              | 演出     | 作畫監督                                                                    | 片尾插畫 |
| ---- | -------- | ---------------------- | -------- | ----------------- | -------- | --------------------------------------------------------------------------- | -------- |
| I    |          | 真正的騎士（英雄）是也 | 子安秀明 | 石黑恭平          | 石黑恭平 | 大田謙治                                                                    | 咲良     |
| II   |          | 有那種覺悟嗎           | 子安秀明 | 筆坂明規          | 筆坂明規 | 中谷亞沙美、本田辰夫                                                        |          |
| III  |          | 讓你久等了，女士       | 子安秀明 | 大橋譽志光        | 福岡大生 | 橋口隼人、世良コータ                                                        | 景       |
| IV   |          | 爸爸                   | 子安秀明 | 政木伸一          | 政木伸一 | 永山惠、澤田謙治                                                            | 米白粕   |
| V    |          | 從今天開始就是家人     | 子安秀明 | 林直孝            | 關大     | Park Jae Seok、飯飼一幸 櫻井木之實、Kim Gang Won                            | 成田芋蟲 |
| VI   |          | 只有今天是特别的！     | 子安秀明 | 岩田和也          | 岩田和也 | 橫松雄馬                                                                    |          |
| VII  |          | 成為我的人吧           | 子安秀明 | 筆坂明規          | 矢花馨   | 中谷亞沙美、藤田亞耶乃 阪本麻衣、清水由紀子 水野隆宏                        | 澤田謙治 |
| VIII |          | 請給我勇氣             | 子安秀明 | 山本天志          | 山本天志 | 永山惠、正金寺直子                                                          | 田邊博   |
| IX   |          | 突擊                   | 子安秀明 | 石黑恭平 福岡大生 | 福岡大生 | 澤田謙治、三股浩史 正木優太、壽夢龍 水野隆宏                                | 橫松雄馬 |
| X    |          | 成為你夢想中的自己     | 子安秀明 | 宮野明            | 關大     | 飯飼一幸、Park Jae Seok Lee Joo Hyun                                        | bob      |
| XI   |          | 騎士道                 | 子安秀明 | 筆坂明規          | 筆坂明規 | 橫松雄馬、清丸悟 正木優太、片岡英之 三股浩史、筆坂明規                      | 大田謙治 |
| XII  |          | 這就是我身為騎士的意義 | 子安秀明 | 石黑恭平          | 石黑恭平 | 大田謙治、正金時直子 永山惠、酒井孝裕 三股浩史、橫松雄馬 筆坂明規、正木優太 | 茨乃     |

### 播放電視台
日本深夜動畫：下文記載的日本国内播放時間使用日本標準時間（UTC+9）表示。因為部分時間标识會採用30小时制，因此請留意这类超过24:00的时间，其實際播放時間為翌日清晨。
| 播放地區   | 播放電視台 | 播放日期                | 播放時間（UTC+9）               | 所屬聯播網 | 備註   |
| ---------- | ---------- | ----------------------- | ------------------------------- | ---------- | ------ |
| 關東廣域圏 | TBS電視台  | 2015年10月2日－12月18日 | 星期五 1:46－2:16（星期四深夜） | 日本新聞網 | 製作局 |
| 中京廣域圏 | CBC電視台  | 2015年10月2日－12月18日 | 星期五 3:00－3:30（星期四深夜） | 日本新聞網 |        |
| 日本全國   | BS-TBS     | 2015年10月3日－12月19日 | 星期日 1:00－1:30（星期六深夜） | 日本新聞網 |        |
| 兵庫縣     | SUN電視台  | 2015年10月4日－12月20日 | 星期一 1:00－1:30（星期日深夜） | 獨立局     |        |

## 外部連結
- 「槍與面具」官方網站 | 波麗佳音（日語）
- 槍與面具官方網站 | TBS電視台 （页面存档备份，存于）（日語）
- 動畫「槍與面具」官方的X（前Twitter）（日語）